# Тафил Мусовић
Тафил Мусовић (Млечане код Клине, 7. март 1950) српски је сликар.

## Биографија
Рођен је 1950. године у Млечанима од родитеља Албанаца. Отац му је био војно лице, официр ЈНА. Тафил је одрастао у Београду, тј. на Новом Београду, где се доселио као веома мали, са родитељима и старијим братом. У Београду је завршио основну и средњу шкоу. Дипломирао на Академији ликовних уметности у Београду 1969 — 1974. Последипломске студије на Академији ликовних уметности у Београду похађао је од 1977 до 1979. године, а завршио их је 1982.
Добитник је Награде за најбољи цртеж на Ликовној Академији у Београду 1970, Награде Радио-телевизије „Студио Б“ за најбољу изложбу 1997. у Београду, Basisstipendium - Fonds voor Beeldende kunsten 1996, 2000, 2008.
Био је ожењен. Има ћерку Иву, која се бави режијом и визуелном уметношћу. Тафил живи и ради у Амстердаму.

## Уметност
Тафил Мусовић се појавио на уметничкој сцени у тренутку промене стилских концепција у сликарству од експресивне фигурације према новосликарском таласу на почетку осамдесетих година. Већ првим наступима показао је изразиту ауторску личност која се наметнула не само у стручној јавности већ и у широј популацији љубитеља уметности. После пресељења у Амстердам, у основи је задржао већ изграђени ликовни језик, али га је употпунио европском и специфичном холандском сликарском традицијом коју је добро разумео и креативно апсорбовао у свом делу. И данас је Мусовић остао привржен фигурацији и портретима, али сада са једном димензијом дубинског преиспитивања уметничке традиције.

## Самосталне изложбе
- 1977. Галерија Графичког колектива, Београд
- 1978. Народни музеј, Лесковац
- 1979. Галерија Дома омладине, Београд
- 1982. Галерија Коларчевог народног универзитета, Београд
- 1982. Галерија Коларчевог народног универзитета, Београд
- 1984. Галерија Студентског културног центра, Београд
- 1986. Салон Музеја савремене уметности, Београд
- 1987. Срећна галерија, Београд
- 1992. Galerie de Blauwe Leuning, Den Haag
- 1995. Galerie de Schone Kunsten, Haarlem
- 1995. Galerie de Blauwe Leuning, Den Haag
- 1997. Galerie de Schone Kunsten, Haarlem
- 1997. Галерија УЛУС, Београд
- 1998. Galerie de Blauwe Leuning, Den Haag
- 1998. Галерија ФЛУ, Београд
- 1999. De Annex, Galerie Maria Chailloux, Amsterdam
- 2001. Galerie Maria Chailloux, Amsterdam
- 2002. Galerie Jacoba Wijk, Groningen
- 2003. Wendingen, Amstelkerk, Amsterdam
- 2003. Галерија Графичког колектива, Београд
- 2005. RC de Ruimte, IJmuiden
- 2005. RC de Ruimte, IJmuiden
- 2006. RC de Ruimte, IJmuiden
- 2007. Galerie 59, van Eeghenstraat 59-1, Amsterdam
- 2008. RC de Ruimte, IJmuiden
- 2008. Галерија Графичког колектива, Београд
- 2008. Уметнички павиљон „Цвијета Зузорић“, (ретроспектива 1978-2008), Београд
- 2009. Ververs modern art galery, Amsterdam
- 2009. Centre culturel de Serbie, Paris
- 2010. Галерија Графичког колектива, Београд